# Jacques Saglier
 (août 2015).
Si vous disposez d'ouvrages ou d'articles de référence ou si vous connaissez des sites web de qualité traitant du thème abordé ici, merci de compléter l'article en donnant les références utiles à sa vérifiabilité et en les liant à la section « Notes et références ».
Jacques Saglier, né à Paris le 18 février 1953 et mort le 16 mai 2015, est un chirurgien cancérologue et plasticien français, spécialiste des maladies du sein.

## Biographie
Jacques Saglier commence ses études médicales au CHU Broussais-Hôtel-Dieu en 1970. Reçu au concours 1975 de l'internat des hôpitaux de Paris, il se forme en chirurgie générale et soutient en 1982 une thèse de médecine sur les cystectomies partielles pour tumeurs de vessie.
En 1977-1978, il effectue un séjour d'un an au Gabon comme coopérant, suivie en 1979 d'un séjour au Tchad dans le cadre de Médecins sans frontières. Il est nommé chef de clinique des universités-assistant des hôpitaux de Paris en 1982.
Sa formation spécialisée, particulièrement axée sur la pathologie mammaire, s'est poursuivie en post-universitaire et lui permet d'être titulaire d'une triple qualification ordinale, en chirurgie générale, cancérologie, et chirurgie plastique reconstructrice et esthétique.

## Activité professionnelle
Il est membre de la Société française de sénologie et pathologie mammaire et du conseil scientifique de la Société française de cancérologie privée, et collabore au Réseau francilien d'oncologie (ONCORIF) comme corédacteur du référentiel consacré au cancer du sein. Son activité est exclusivement consacrée à la chirurgie du sein, particulièrement axée sur la convergence entre cancérologie et chirurgie plastique (chirurgie oncoplastique, chirurgie de reconstruction du sein). Il a également une activité de chirurgie plastique et esthétique du sein et de la silhouette.

## Publications
- Cancer du sein, questions et réponses au quotidien en collaboration avec Arlette Pommeyrol, Philippe Beuzeboc et Alain Tolédano, Éditions Masson, 2009
- La Femme et le cancer du sein, Éditions Odile Jacob, 2005
- Je m'appelle Marie , Scripto Gallimard 2011